# جشنواره فیلم آمریکایی دوویل
جشنواره فیلم آمریکایی دوویل (فرانسوی: Festival du cinéma américain de Deauville)، (انگلیسی: Deauville American Film Festival) یک جشنواره
فیلم سالانه است که به سینمای آمریکا اختصاص دارد و از سال ۱۹۷۵ در دوویل فرانسه برگزار می‌شود.
این جشنواره در سال ۱۹۷۵ توسط میشل دورنرو شهردار وقت شهر دوویل سروشکل گرفت. جشنواره فیلم آمریکایی دوویل اگرچه تا ۲۰ سال بعد رقابتی نبود، اما از سال ۱۹۹۵ به فیلم‌های بلند و از ۱۹۹۸ به فیلم‌های کوتاه جایزه اعطا می‌کند. این جایزه از ۱۹۹۵ تا سال ۲۰۰۷ جایزه بزرگ ویژه دوویل (Grand Prix spécial Deauville) نام داشت.

## جوایز مهم
- جایزه بزرگ ویژه دوویل
- جایزه ویژه هیئت داوران دوویل
- جایزه ویژه تماشاگران
- جایزه منقدان بین‌المللی
- جایزه میشل دورنرو

## هیئت داوران
در سال ۲۰۱۷ هیئت داوران به ریاست میشل آزاناویسوس و عضویت بنژامین بیوله، امانوئل دوو، کلوتید امه، شارلوت ل بن و یاسمینا رضا تشکیل شده بود.

## سال ۲۰۲۰
جایزه بزرگ ویژه دوویل در سال ۲۰۲۰ به فیلم اولین گاو ساخته کلی رایکارد رسید.